# 軟銀集團
軟銀集團（日語：ソフトバンクグループ株式会社）是日本一家電訊業與媒體業的控股公司。其旗下的子公司所參與的業務包括寬頻網路、固網電話、電子商務、互聯網服務、網路電話、科技服務、控股、金融、媒體與市場銷售等。
1981年9月3日，孫正义於東京都創立軟體銀行。2013年10月22日，軟體銀行股價總額約為934億美元。
軟體銀行擁有多個不同的公司，如日本寬頻網路服務公司Cable & Wireless IDC、有線電視公司BB-Serve，亦曾一度擁有遊戲公司GungHo Online Entertainment、Supercell。另外，軟銀與多個外國公司的日本子公司都有合作關係，如E*Trade與Morningstar。
2006年6月，多個媒體報導軟銀正與蘋果公司共同為日本市場硏發內建iPod播放器的3G手機。一年以后，iPhone面世，但由于2G网络不兼容，未在日本市场发售。其升级版iPhone 3G和iPhone 3GS，相继于2008年和2009年在日本市场推出。
2015年，原SoftBank Mobile更名為SoftBank；而原本的軟銀公司則轉型為控股公司，公司名稱亦改為「軟銀集團」。

## 企業沿革
- 1981年9月4日 孫正義於東京都千代田區成立软银前身「日本SOFTBANK」（株式会社日本ソフトバンク）。
- 1982年5月 進入出版事業，月刊「Oh! PC」、月刊「Oh! MZ」創刊。
- 1990年1月 吸收合併日本數據網路股份有限公司。
- 1994年3月 在美國成立「SOFTBANK Holdings Inc.」。
- 1994年7月 向日本証券業協会登記股份。
- 1996年6月 「软银控股公司」成立。
- 1998年1月 软银正式在東京証券交易所第一部掛牌上市。
- 2001年6月 软银發表寬頻綜合服務「Yahoo! BB」。
- 2002年5月 Yahoo! BB用戶數突破50萬戶。
- 2003年8月 Yahoo! BB用戶數突破300萬。
- 2004年11月 软银向日本職棒太平洋聯盟福岡大榮鷹隊進行收購，並同時向太平洋聯盟提出申請。
- 2004年12月 软银決定福岡大榮鷹更名為福岡軟銀鷹。
- 2006年3月17日 软银宣佈斥資1.8萬億日圓（約合150億美元）（約1201.2億港元）收購日本沃達豐，以進入日本手機市場，其中119億美元為現金，其餘部分依靠舉債。
- 2006年4月前期 软银完成對網上博彩交易所《必發》（betfair）23%股權的收購  （页面存档备份，存于）。
- 2006年10月1日 日本沃達豐將其公司名稱、手機品牌名稱與手機電郵地址分別改為 SoftBank Mobile、SoftBank及softbank.ne.jp。 （页面存档备份，存于）
- 2008年7月 软银開始販售iPhone 3G。
- 2009年6月 软银開始販售iPhone 3GS。
- 2012年3月26日 软银將斥資870億日圓從新加坡政府投資公司（GIC）的相關企業買下福岡巨蛋，並更名為福岡Yahoo Japan巨蛋。
- 2012年10月16日软银宣布以以201億美元（約1558億港元）收購美国第三大移动通信运营商Sprint Nextel的70%股份。之后会完全收购。整個收購計畫分兩部分：軟銀以每股7.3美元向Sprint的股東購入價值121億美元股份，並向其注資80億美元以換取Sprint70%股權。，美國最大衛星電視營運商Dish Network也曾提出以美金255億元收購，不過最後因故放棄。最後Softbank加碼至美金216億元後，Sprint Nextel股東才同意此次收購。
- 2013年7月11日經過FCC等監管機構同意後，日本Softbank正式以美金216億元完成收購美國Sprint Nextel，並且將持有Sprint Nextel約78%股權，其餘部分則由Sprint Nextel持有。
- 2013年7月18日軟銀與美國燃料電池商Bloom Energy攜手在日本設立一家合資公司「Bloom Energy Japan(以下簡稱BEJ)」，進軍燃料電池市場。出資比重各為50%。
- 2013年10月16日GungHo與日本軟體銀行合資，以15億美元收購芬蘭知名遊戲開發商Supercell 51%股權。
- 2013年10月21日軟銀同意以12.6億美元，收購無線設備經銷商Brightstar公司57%股權。
- 2014年10月3日軟銀將以2.5億美元投資電影製作‧發行商Legendary Entertainment，並取得部分股份，經由本次投資，軟銀將和Legendary合資成立公司。
- 2014年10月29日,軟銀斥資6.27億美元(約49億港元)投資印度最大電子商貿企業Snapdeal，並率領財團向印度「打的」服務商Ola Cabs注資2.1億美元。
- 2014年12月4日軟銀向東南亞叫車服務應用程式 GrabTaxi 注資2.5億美元（約19.5億港元），成為後者最大投資者。
- 2015年6月3日軟銀向第三方投資者購入芬蘭移動遊戲開發商 Supercell 22.7%股權。交易完成後，軟銀在 Supercell 的持股量將由50.5%增至73.2%。
- 2015年6月3日軟銀向韓國最大的獨立電子商務公司COUPANG注資10億美元（（約11000億韓元）），成為韓國風險投資企業歷史上最大一筆投資。
- 2015年6月3日GungHo以780億日圓向母公司軟銀手中回購1億8823萬5200股公司股票，約發行股票的16.34%，回購軟銀持股比例從40.15%降至28.41%。
- 2016年6月初，阿里巴巴集团最大股東軟銀通過信託出售、阿里回購等各種方式，拋售價值大約100億美元的阿里股票。交易完成後，軟銀在阿里的持股比例從32%下降到28%，仍然是單一最大股東
- 2016年6月18日騰訊全資擁有的財團斥資86億美元現金，向日本軟銀（Softbank）收購73.2%、和向若干Supercell (遊戲公司)員工股東及Supercell的若干前員工，收購《部落衝突、《海島奇兵》、《部落衝突：皇室戰爭》、《卡通農場》遊戲開發商芬蘭Supercell12%股權，合共84.3%股權。
- 2016年7月18日，軟銀以每股17英鎊，斥資243億英鎊（約309億美元）現金收購总部位于英国的ARM公司。
- 2017年2月14日，軟銀以33億美元現金收購私募股權投資公司－堡壘投資集團（Fortress Investment Group）。
- 2017年5月26日，軟銀以40億美元買下NVIDIA股份，成為NVIDIA第四大股東，這亦是軟銀之前公布930億美元技術投資基金計劃之一部份。
- 2017年6月9日軟銀以不公开的条款收購谷歌母公司 Alphabet 旗下的波士頓動力公司和 Schaft。
- 2018年4月30日，T-Mobile US 再次公布預計以0.10256股T-Mobile股票兌換一股Sprint股票，每股價值6.62美元，斥資265億美元併購同業Sprint，合併後的新公司將沿用T-Mobile，德國電信將持有新公司42%股權，擁有Sprint的Softbank將持有27%股權，本交易尚未完成，也尚未獲得聯邦通信委員會批准 。
- 2018年6月5日軟銀旗下芯片厂商安謀控股将以约7.7752 亿美元将其子公司 ARM China 的51% 股权出售给厚安創新基金。
- 2018年7月10日軟銀集團將通過一次要約收購，以每股360日元、總計2210億日元（約合20億美元）的價格收購Altaba所持Yahoo Japan的613，888，888股股票，相當於10.78%的股份，交易完成後，軟銀集團及其子公司的持股比例將從現在的42.95%升至48.17%，Altaba仍將持有Yahoo Japan的約13.6億股股票，相當於約27%的股份。
- 2018年12月軟銀集團分折旗下通信業務子公司“軟銀”在東京證券交易所上市，將發行17.64億股，每股招股價1500日圓，集資2.4萬億日圓（210.4億美元），倘需求強勁可額外申購1.6億股。集資額將達2.65萬億日圓(折合235億美元)，成為日本史上最大IPO交易，股份預期於12月19日上市，以新股開盤價計算，軟銀的總市值預計達7.1807萬億日元，完成上市後軟銀集團仍將持有軟銀公司約63%股權。
- 2019年3月7日軟銀集團斥資3.5億美元（約27.3億港元）收購印度電商物流創企Delhivery 22.44%股份。
- 2019年4月24日軟銀集團以9億歐元（約合10.1億美元）入股全球領先的支付處理和發行服務供應商德國Wirecard，Wirecard將向軟銀發行可換股債券，相當於約5.6%股權，換股價為130歐元。
- 2019年10月24日軟銀集團與WeWork達成注資協議，軟銀將向WeWork追加50.5億美元新融資方案包括11億美元優先擔保票據、22億美元無擔保票據和17.5億美元信用證融資和以每股19.19美元的價格向全體非軟銀股東發起總價最多30億美元的收購要約，同時加快兌現2020年4月到期的15億美元注資方案，上述行動完成後，軟銀將取得WeWork約80%股權。
- 2019年11月18日軟銀集團和Naver株式會社成立合資公司A控股，雙方各出資持股50%，合資公司A控股持Z控股股分約70%，成為該公司最大股東。LINE公司及Yahoo! Japan，合併入新成立的Z控股公司。
- 2020年4月1日,軟銀集團旗下的美國電信商Sprint與由德國電信控股的T-Mobile USA合併，使T-Mobile成為Sprint的擁有者，而Sprint成為其子公司，直到Sprint品牌被淘汰爲止。合併後軟銀將持有新T-Mobile 的24％股份，而其母公司德國電信Deutsche Telekom將持有43％的股份，剩餘的33％將由公眾股東持有[3]。
- 2020年9月29日軟銀集團出售美国手机分销商Brightstar給美國私募公司Brightstar Capital Partners新成立的子公司，并获得该子公司25%股權，Brightstar Capital Partners是由Brightstar前首席運營官Andrew Weinberg創立
- 2021年2月15日Softbank 4G周波数帯700MHz、1.7GHz、3.4GHz 轉用於5G 速度相當於4G LTE，可以利用的5G服務提供時間為2月15日開始。千葉県、東京都、愛知県一部份基地局開始依序提供5G服務 [4]

軟銀集團2025年3月20日宣佈，將以65億美元的價格收購美國半導體設計公司Ampere Computing

## 主要服務
目前软银拥有日本最大的网站、最大的电子商务市场和第三大行動通訊公司，其投资的中国公司阿里巴巴拥有世界最大的电子商务市场淘宝和最大的网络支付平台支付宝。

## 海外投资
软体银行专注于对IT业（网络、电信）的风险投资，在全球有600多家公司已得到过投资银行软银的投资，最为著名的是對美國第三大電信商Sprint的收購案，及雅虎的投资。在中国的成功投资有UT斯达康（即“小灵通”主要推手）与马云的阿里巴巴，以及千橡集团、PPTV、58同城和眾安保險。
阿里巴巴持股466,826,180股普通股由软银直接持有，15,000,000股由软银旗下SBBM Corporation持有，315,916,800股由软银旗下SB China Holdings Pte Ltd.持有。
2023年，軟銀集團財季淨虧損62億美元，其投資成績受美國WeWork拖累。

## 外部連結
- 軟銀集團企業網站 （页面存档备份，存于）（日語）